# 萤石
螢石（英語：Fluorite），又称氟石、砩石，是氟化钙（CaF2）的矿物形式。它属于卤化物矿物。尽管八面体和更复杂的等距形式并不少见，但它以立方晶系结晶。
基于划痕硬度比较的莫氏硬度标度将值4定义为萤石。
纯萤石在可见光和紫外光下都是无色透明的，但杂质通常使其成为彩色矿物，并且具有观赏和宝石用途。在工业上，萤石被用作熔炼的助熔剂，以及用于生产某些玻璃和搪瓷。最纯等级的萤石是制造氢氟酸的氟化物来源，它是大多数含氟精细化学品的中间来源。光学透明的萤石镜片色散低，因此由萤石制成的镜片色差较小，使它们在显微镜和望远镜中很有价值。萤石光学器件也可用于远紫外和中红外范围，在这些范围内，传统玻璃太不透明而无法使用。

## 發現与挖掘

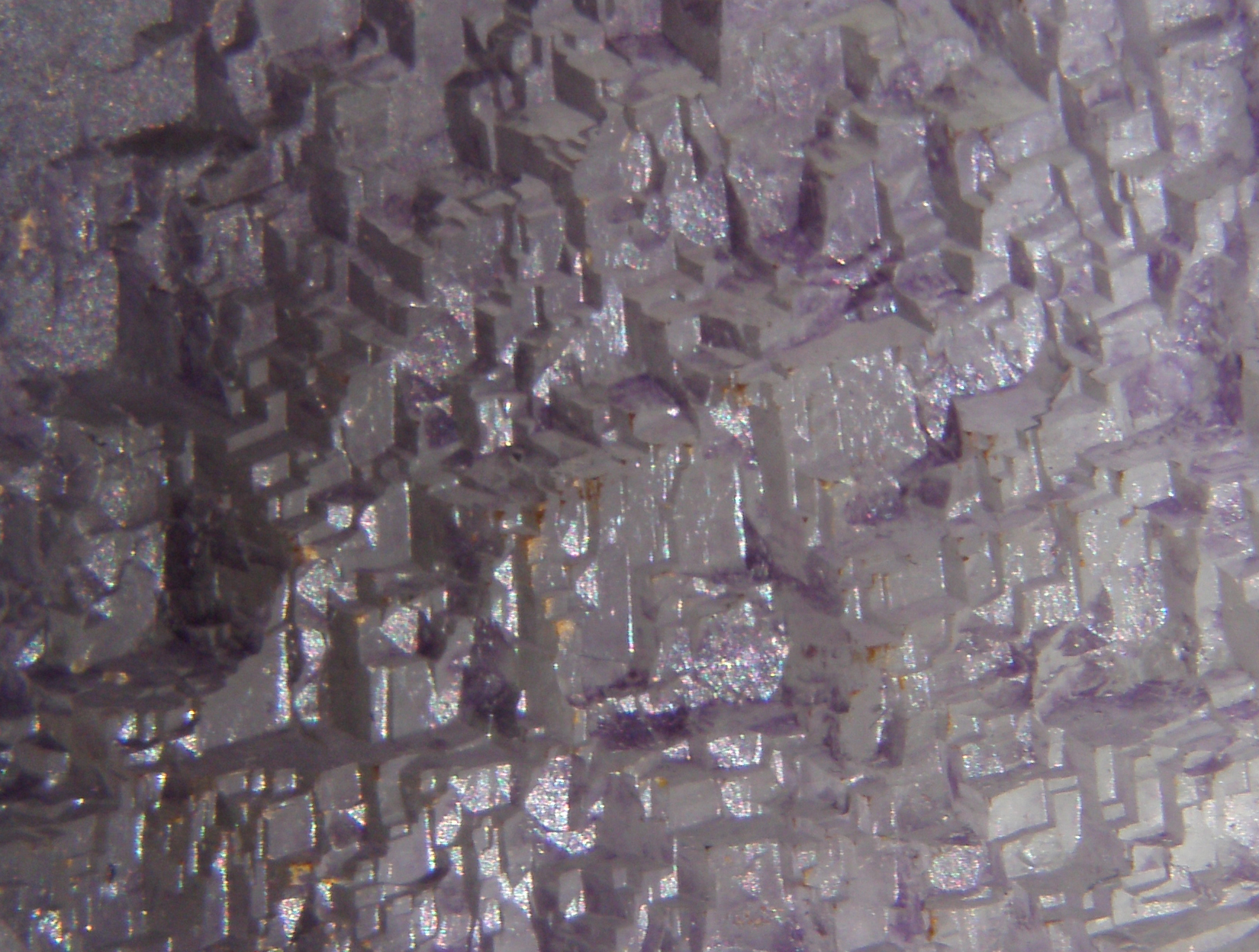
萤石表面特写

萤石通常通过热液活动在长英质火成岩中形成为晚结晶矿物。它在花岗伟晶岩中尤为常见。它可能作为通过热液活动形成的矿脉沉积物出现，特别是在石灰岩中。在这样的脉状矿床中，它可能与方铅矿、闪锌矿、重晶石、石英和方解石有关。萤石也可以作为颗粒或砂岩中的胶结材料作为沉积岩的成分。
它是一种常见的矿物，主要分布在南非、中国、墨西哥、蒙古、英国、美国、加拿大、坦桑尼亚、卢旺达和阿根廷。
世界萤石储量估计为2.3亿吨，最大的储量在南非（约4100万吨）、墨西哥（3200万吨）和中国（2400万吨）。中国以每年约3吨（2010年）领先世界产量，其次是墨西哥（1.0吨）、蒙古（0.45吨）、俄罗斯（0.22吨）、南非（0.13吨）、西班牙（0.12吨）和纳米比亚（0.11吨）。

## 颜色
萤石是异色的，这意味着它可以被元素杂质染色。萤石有多种颜色，因此被称为“世界上最丰富多彩的矿物”。各种色调的彩虹的每一种颜色都由萤石样品代表，以及白色、黑色和透明的晶体。最常见的颜色是紫色、蓝色、绿色、黄色或无色。不太常见的是粉红色、红色、白色、棕色和黑色。颜色分区或条带通常存在。萤石的颜色由杂质、辐射暴露和色心空洞等因素决定。

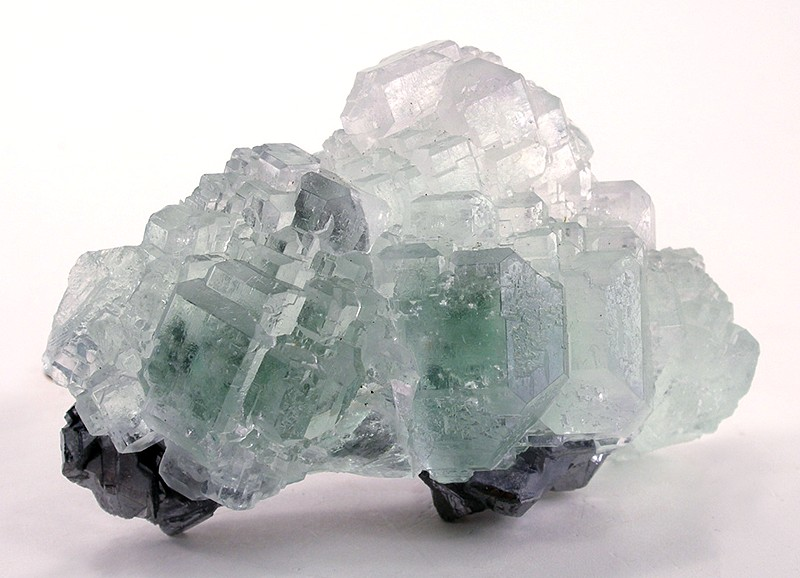
方铅矿上的淡绿色萤石晶体
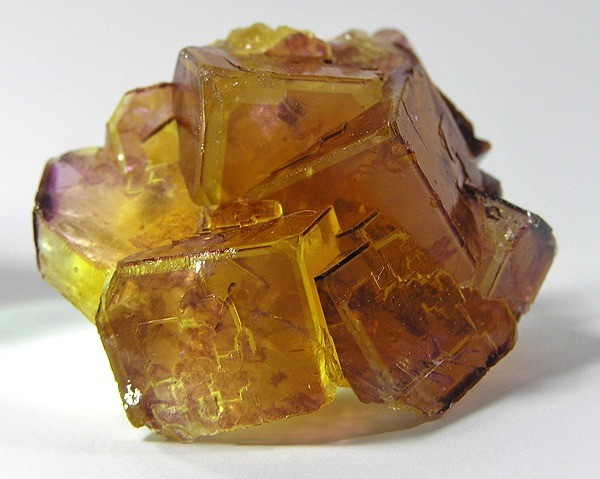
金黄色，略带紫色的萤石
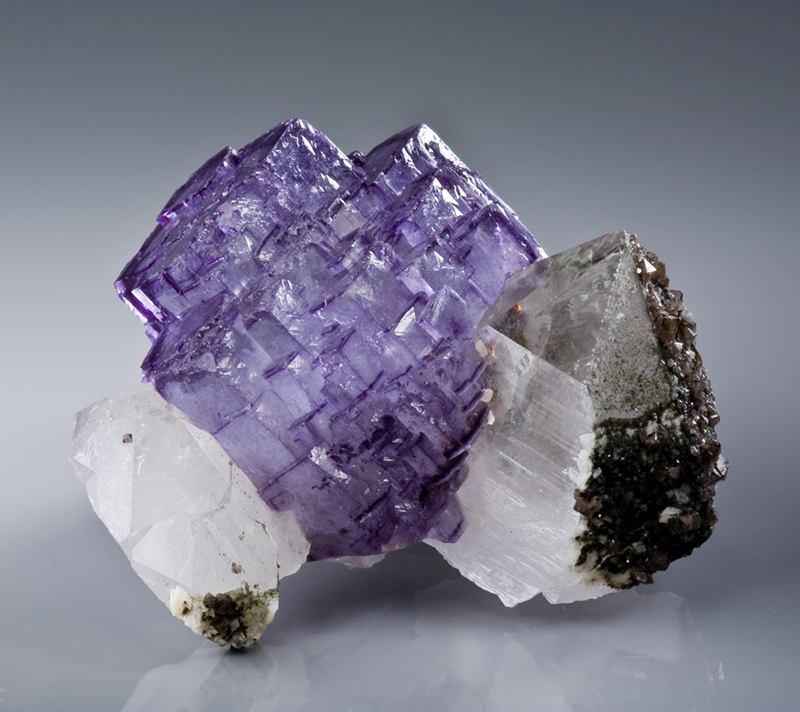
两个石英之间的独立紫色萤石簇
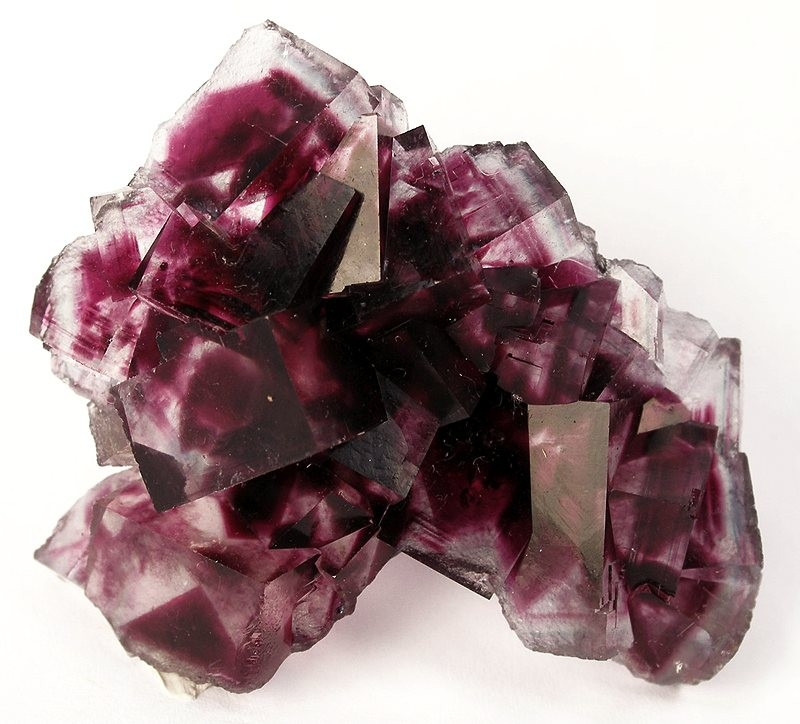
浅至深酒红色萤石
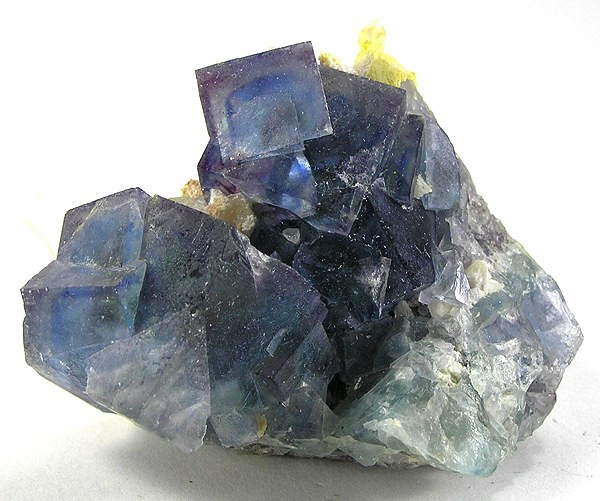
带紫色亮点的透明蓝绿色萤石
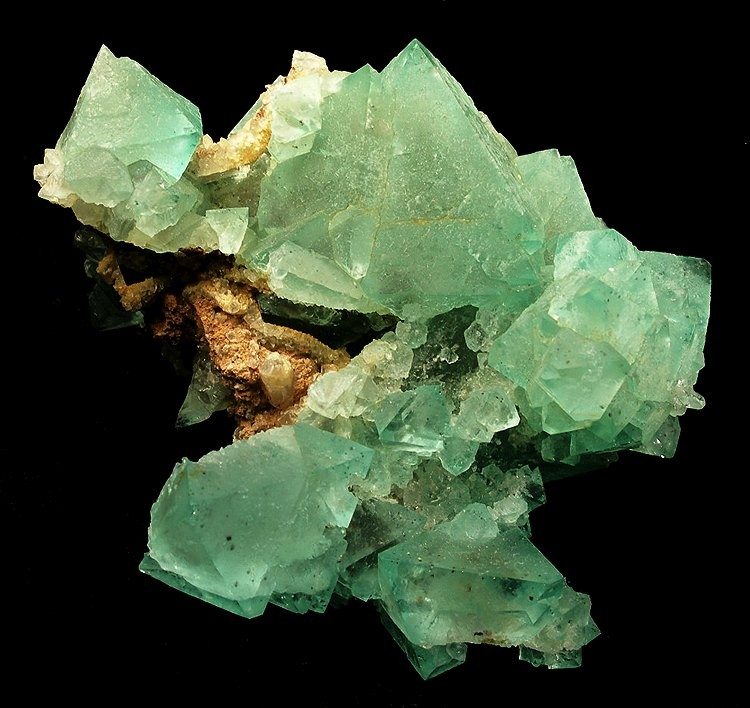
草绿色萤石八面体聚集在富含石英的基质上

## 用途

### 氟和氟化物的来源
萤石是氟化氢的主要来源，氟化氢是一种用于生产多种材料的商品化学品。氟化氢在浓硫酸的作用下从矿物中释放出来：
CaF2(s) + H2SO4 → CaSO4(s) + 2 HF(g)
生成的HF被转化为氟、碳氟化合物和各种氟化物材料。截至1990年代后期，每年开采50亿千克。
天然萤石有三种主要的工业用途。冶金级萤石（60-85%CaF2）是三个等级中最低的，传统上用作助熔剂以降低钢铁生产中原材料的熔点以帮助去除杂质，后来用于生产铝。陶瓷级萤石（85-95%CaF2）用于制造蛋白色玻璃、搪瓷和炊具。最高级的“酸级萤石”（97%以上的CaF2)，约占美国萤石消费量的95%，用于通过萤石与硫酸反应来制造氟化氢和氢氟酸。
在国际上，酸级萤石也用于生产AlF3和冰晶石（Na3AlF6），它们是铝冶炼中使用的主要氟化合物。氧化铝溶解在主要由熔融Na3AlF6和萤石 (CaF2) 组成的电解液中，以允许电解回收铝。通过添加AlF3完全替代了氟损失，其中大部分与氧化铝中的过量钠反应形成Na3AlF6。

### 宝石

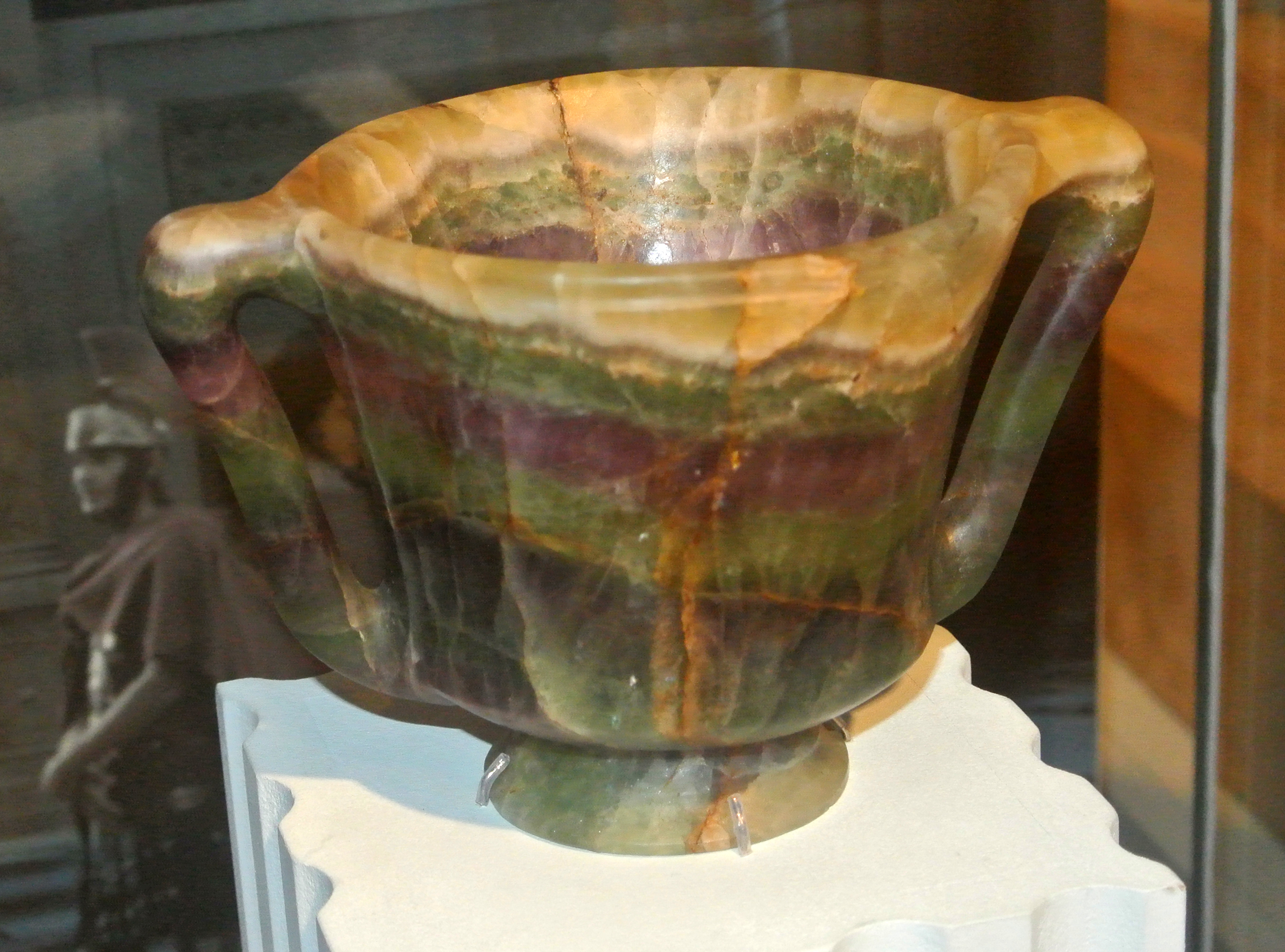
大英博物馆收藏的克劳福德杯（罗马，公元50-100年）。由萤石制成。

天然萤石矿物具有观赏和宝石用途。萤石可以钻成珠子并用于珠宝，尽管由于其相对柔软，它没有被广泛用作半宝石。它也用于装饰性雕刻。

### 光学
在实验室中，氟化钙通常用作红外和紫外波长的窗口材料，因为它在这些区域（约0.15µm至9µm）是透明的，并且折射率随波长的变化极小。此外，该材料受到少量试剂的侵蚀。波长短至157nm，这是用于集成电路光刻的半导体步进制造的常用波长，氟化钙的折射率在高功率密度下表现出一些非线性，这抑制了其用于此目的。21世纪初，氟化钙的步进市场崩溃，许多大型制造设施已经关闭。佳能和其他制造商已在镜头中使用合成生长的氟化钙晶体来辅助复消色差设计，并减少光色散。这种用途在很大程度上已被较新的透镜和计算机辅助设计所取代。作为一种红外光学材料，氟化钙被广泛使用。

## 圖集

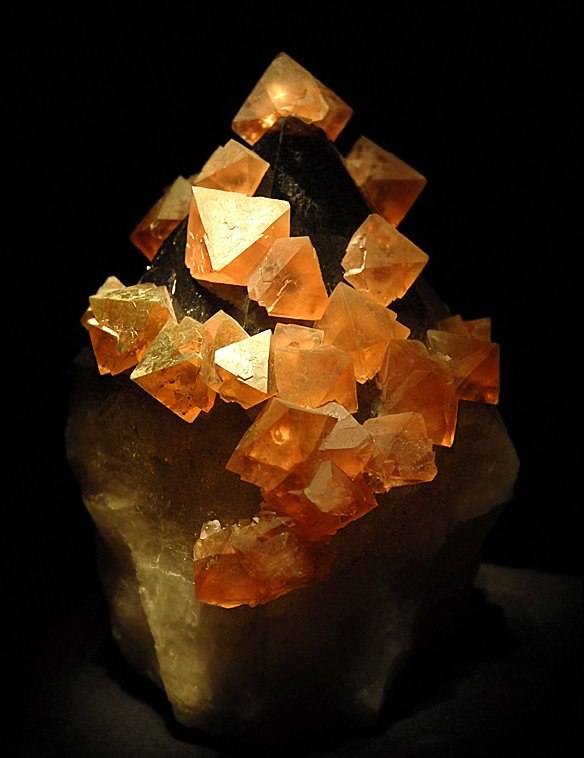
休斯顿自然科学博物馆卡伦宝石和矿物馆展出的萤石晶体
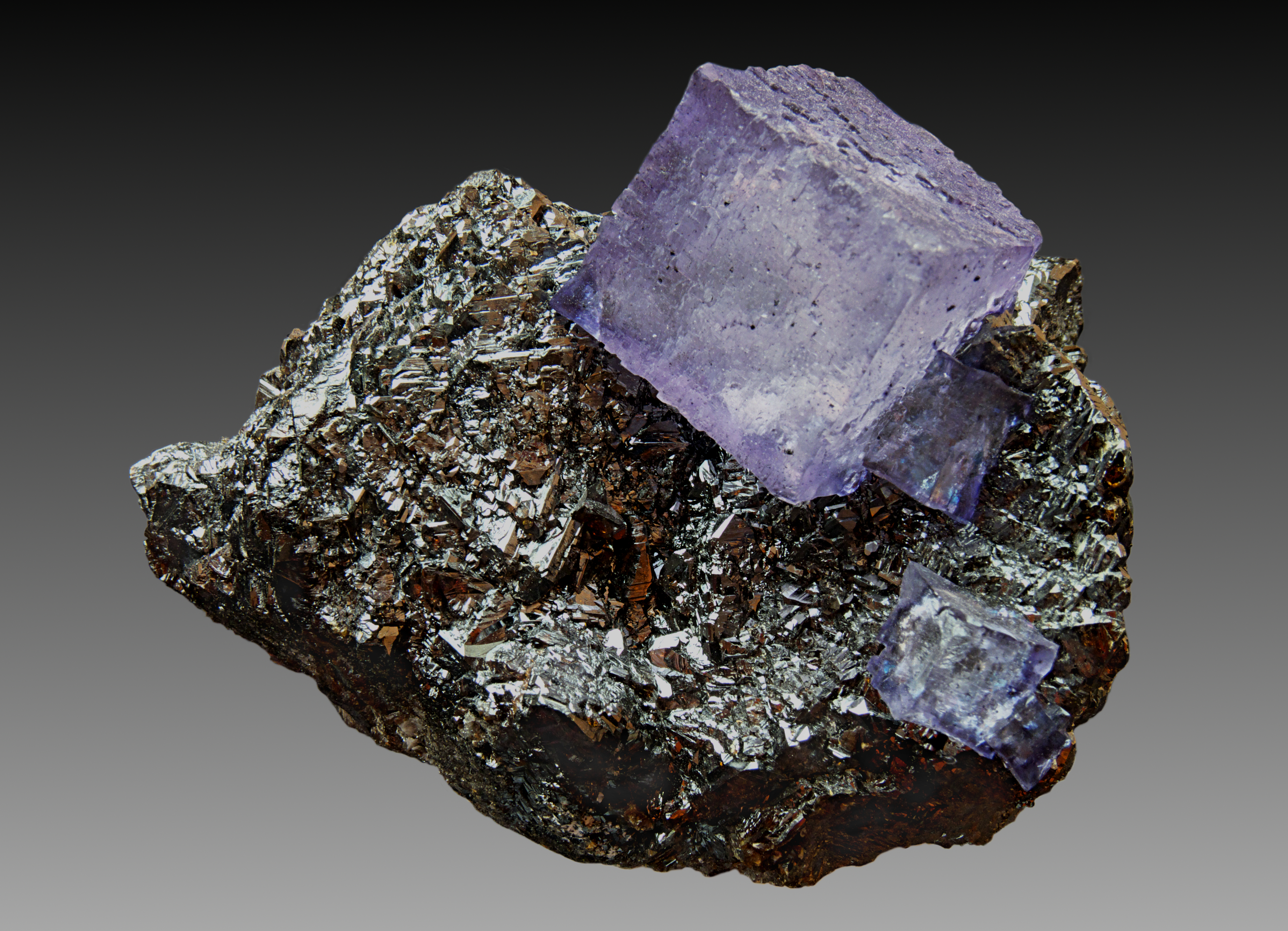
萤石和闪锌矿，产自美国田纳西州史密斯县埃尔姆伍德矿
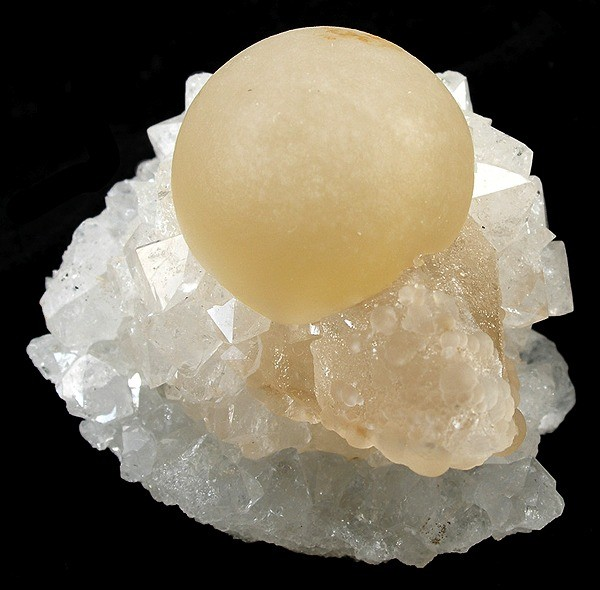
葡萄状萤石半透明球在方解石晶体上
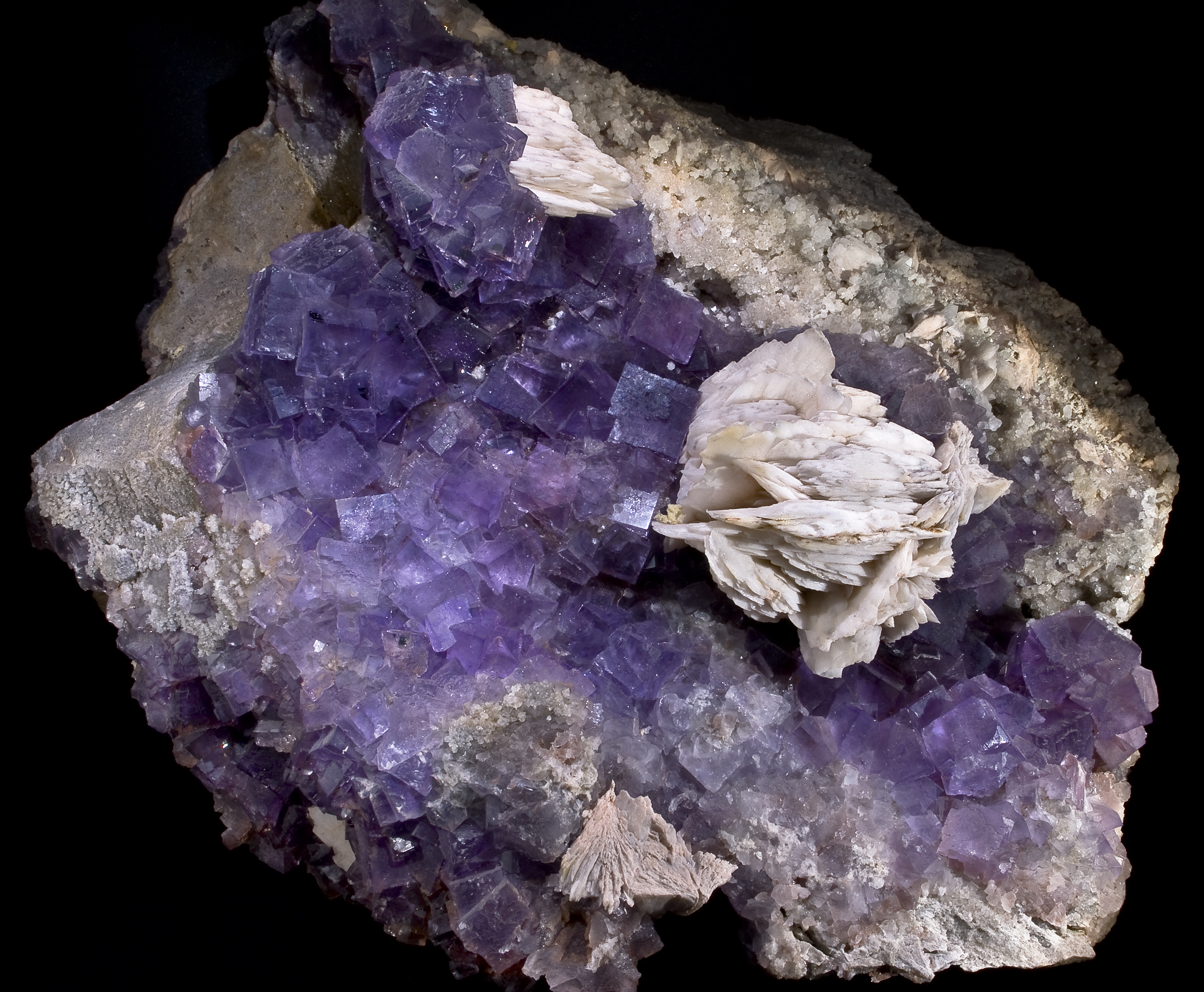
含重晶石的萤石，产自西班牙阿斯图里亚斯Ribadesella贝尔贝斯矿区贝尔贝斯矿
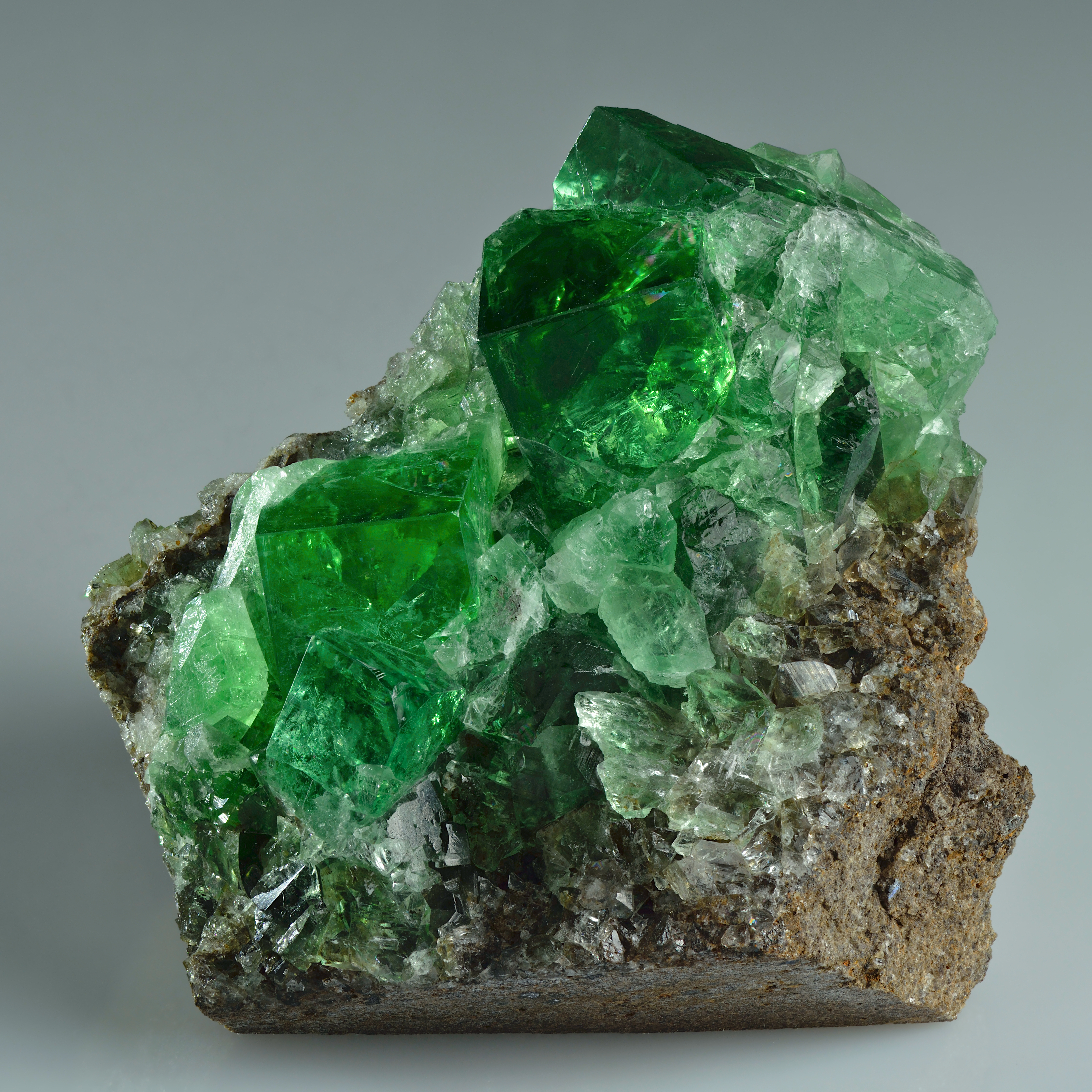
来自英国英格兰威尔代尔戴安娜玛丽亚矿的萤石
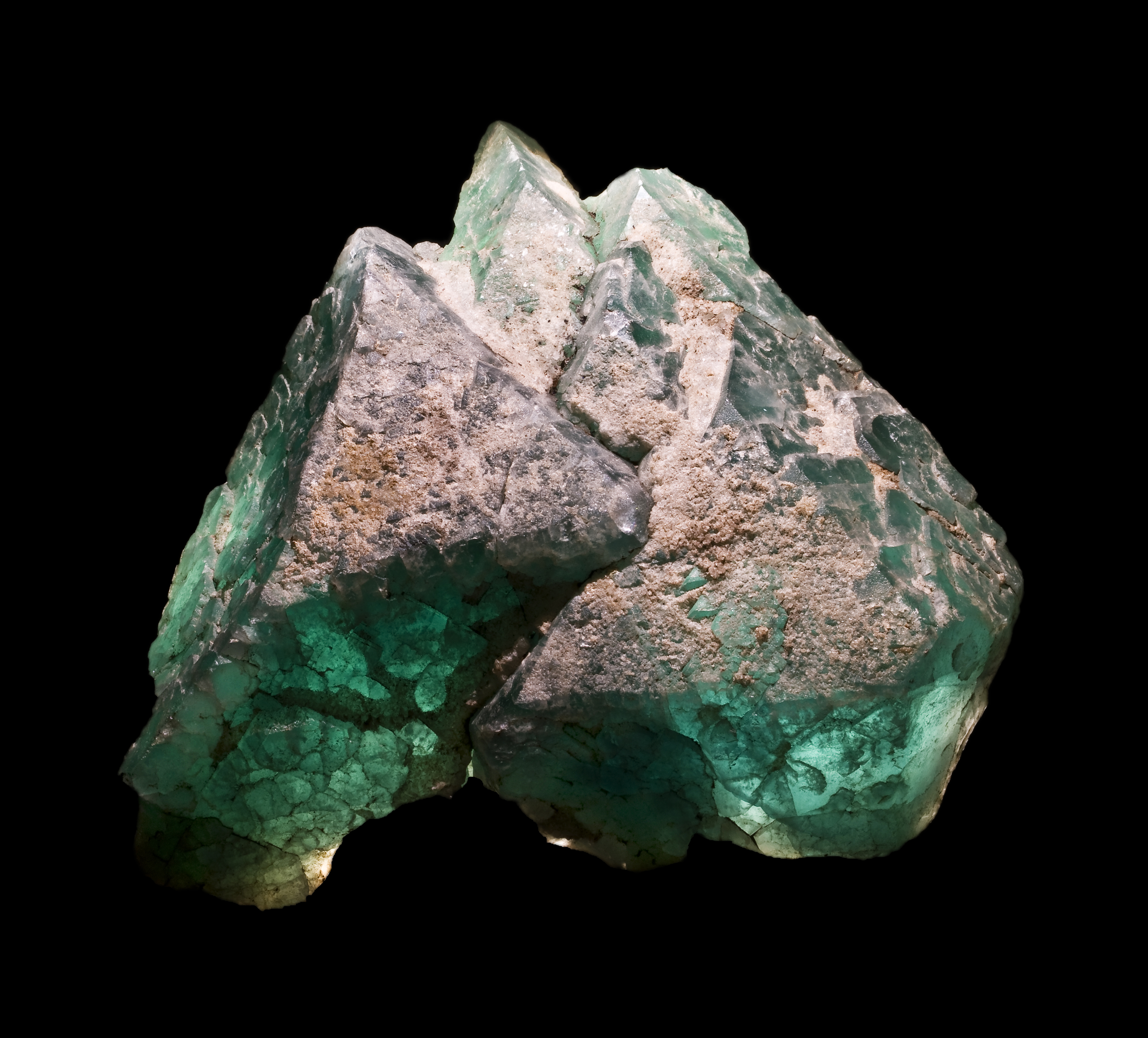
来自摩洛哥梅克内斯-塔菲拉勒特区梅克内斯县El Hammam矿的萤石
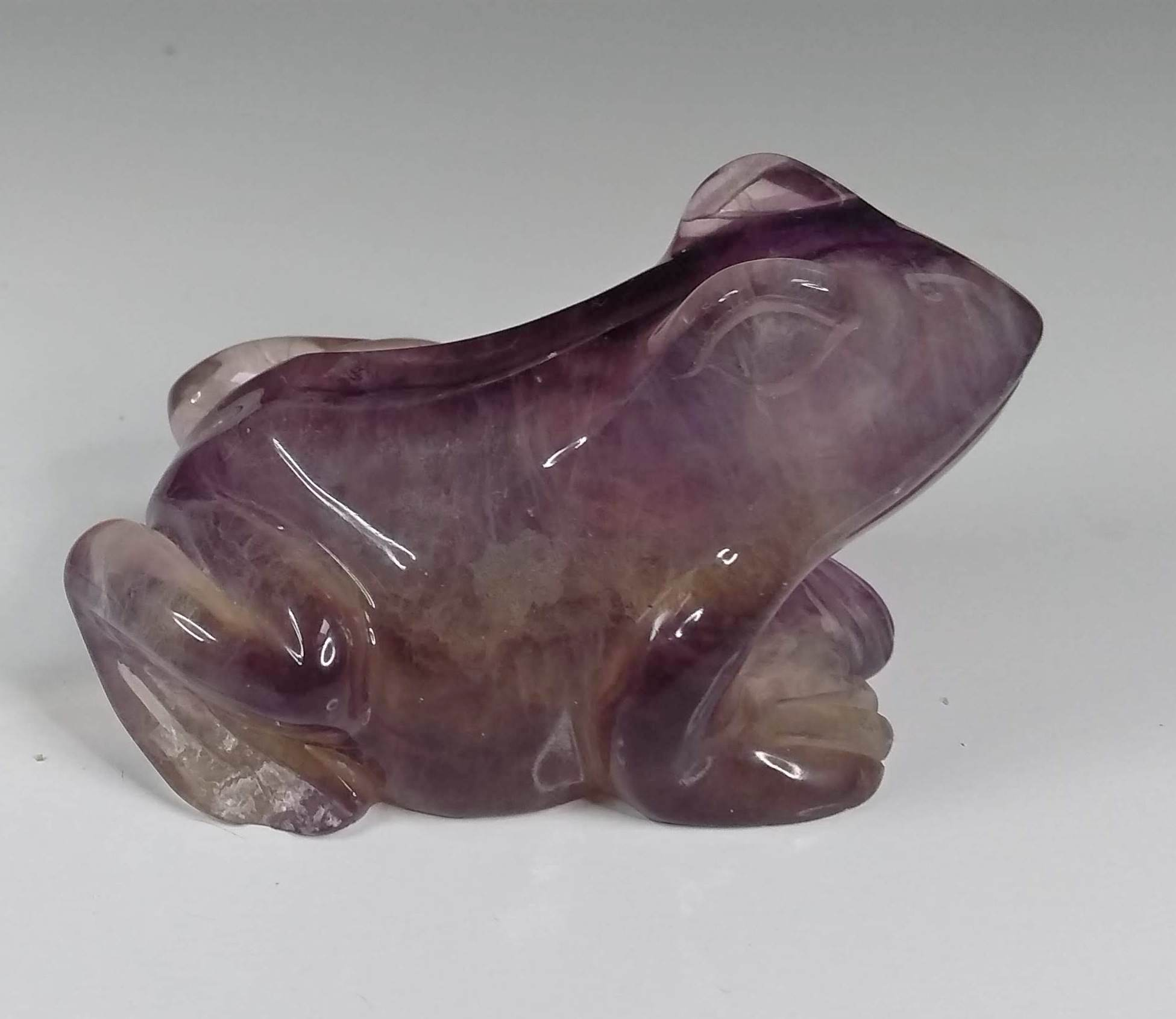
用萤石雕刻的蟾蜍。长8厘米（3英寸）。